# Joan Ferrer i Farriol
Joan Ferrer i Farriol (Igualada, 21 de juny de 1896 – Montreuil-sous-Bois, Île-de France, 11 de setembre de 1978) va ser un dirigent anarcosindicalista, col·laborador habitual de la premsa llibertària i autor de diversos llibres.

## Biografia

### Igualada (1896-1936)
Fill d’una família obrera, va perdre el seu pare d’accident quan només tenia sis anys. Va estudiar un temps com a pàrvul a l'escola racionalista que hi havia al Centre Republicà, a la Rambla Nova. Va començar a treballar als onze anys a la fàbrica de teixits de Cal Font, 66 hores setmanals per una pesseta al dia; aviat passaria a fer-ho en el ram de la indústria de la pell.
L’any 1910, ja formava part de la Federació Obrera d'Igualada i el 1911, es va afiliar a la CNT igualadina de la qual esdevindria el capdavanter. També es va integrar al grup Joves Lliures i era soci del Coro Vell (Centre Coral Apol·lo), on hi havia un grup llibertari molt actiu. El març de 1916 va ser pres a la Model i acusat de sedició per la vaga contra l'encariment de les subsistències. Va ser company del Noi del Sucre en les lluites socials de Barcelona (1917-1923), durant les quals també va ser empresonat. En el locaut de 1919-1920, que a Igualada va durar tres mesos, va ser detingut un temps breu.
Es va casar civilment el 1920 amb Elvira Trull i Ventura (Barcelona, 29-4-1894 - París, 23-10-1990), igualadina d’adopció des de molt petita i obrera del tèxtil, i van ser pares d’un noi, Marcel (Igualada, 10-10-1921). El 1923, va començar a treballar repassant llambordes i, quan l'empresa va plegar, el 1926, va restar a la brigada d’empedrats municipal, almenys fins al 1934, quan va presentar un conjunt de reivindicacions a l’Ajuntament. Coincidint amb la nova obertura dels locals de la Federació Obrera, hi va promoure la creació de l’Ateneu Porvenir (1923), que va durar pràcticament fins a la Guerra Civil. Va fundar i presidir també l’Agrupació Lliurepensadora d’Igualada (1931).
En aquells anys, va desenvolupar una intensa tasca periodística a Igualada i el 1926, amb Josep Anselmo, va editar les publicacions anarquistes Germinal i El Sembrador. Durant els anys de la II República, va realitzar mítings a diversos municipis de l'Anoia i va formar part del Comitè Comarcal de la CNT. Va assistir al Ple de Delegats (agost 1931) i a la Conferència de la CRTC (gener 1936), actes celebrats a Barcelona.

### La Guerra Civil (1936-1939)
Durant la guerra, va formar part del Comitè Antifeixista d’Igualada. Un cop constituït de nou l'ajuntament el 30 d’octubre de 1936, va ocupar el càrrec de primer tinent d’alcalde i també de conseller d’Agricultura, per bé que era l'autèntic home fort de la corporació. Va participar activament en la gestió municipal, en l’organització de les col·lectivitzacions i en la tasca periodística, i va polemitzar amb molta duresa amb els responsables igualadins del PSUC-UGT.
Després, va anar a viure a Barcelona fins a mitjan 1938, per fer de redactor al diari Catalunya. Més tard, va marxar al front com a corresponsal de Solidaridad Obrera, publicació de la qual era corresponsal des de 1910, i com a director d’El Frente, periòdic de l'anomenada columna Durruti, que llavors estava militaritzada amb el nom de 26a Divisió. Abans, havia pres part en l'atac al Carrascal de Chimillas i al cementiri d'Osca (8-4-1937).

### L'exili (1939-1978)
Un cop acabada la guerra, va passar la frontera amb el seu fill cap a França, on va restar durant uns dotze mesos als camps d’internament d’Argelers ―on va ser secretari de la Regional Catalana que hi van organitzar els cenetistes―, Barcarès i de nou Argelers. Tot seguit, va treballar en una munió d’oficis, especialment al Midi i a Marsella, i va passar moltes vicissituds. El maig de 1947, va poder reunir-se amb la seva família.
Després de la II Guerra Mundial, es va encarregar de la infraestructura dels grups de combat antifranquistes als Pirineus. A Pau i a Font-romeu (1945-1946), va ser responsable i locutor de l'emissora Ràdio CNT. El 1945, va assistir, com a delegat de la Federació Local de Pau, al Ple Departamental de la CNT. Més tard, va viure a Tolosa de Llenguadoc, on va ser membre del comitè clandestí de la CNT per a la zona ocupada i director del setmanari CNT.
A partir de 1954, va anar a viure a París, on va trobar feina de manobre i de guardià en una fàbrica de transformadors elèctrics. També col·laborava amb el Casal de Catalunya.
Tenia el número de refugiat 624102/5455 i vivia sota l'anomenat estatut Nansen, però el març de 1960 va ser deportat un mes a Còrsega, en prevenció davant una visita oficial de Khruixtxov a París.
El 1962 va ser membre del Comitè Regional de Catalunya de l'Exili i el 1970, va donar una conferència a Orleans. Poc abans de la seva mort, va tornar a Catalunya i va participar en la reconstrucció de la Federació Local de la CNT d'Igualada.
Va morir als 82 anys i la seva esposa, Elvira, encara el va sobreviure una dotzena d’anys més. Inhumats inicialment a Montreuil, avui tots dos estan enterrats al nínxol 1310 del cementiri vell d’Igualada.

## L'obra
L'obra Costa amunt (1975) explica bona part dels seus records i de la seva activitat anarcosindicalista. Poc després de la seva edició, l'escriptor Baltasar Porcel i Pujol va publicar, a partir d’unes llargues converses amb Ferrer Farriol, La revuelta permanente, que va obtenir el premi «Espejo de España».

### Els pseudònims
Va utilitzar, entre d'altres, els pseudònims d’Amaranto, Ferrer d’Igualada, Joan Farriol, Robert el Diable, Roberto el Diablo, Rovellat, Sigla, Zigla, Joan del Pi, Ramón Ollé, Farriol, Discóbolo, Kunitu, Jo Han, Pancho Milla, J. Coll de Gussem, Jean Forguerou, Melcior Capellades, Puig d’Aguilera, etc.

### Llibres i treballs
- Vides noves (drama inèdit, estrenat el 26-2-1933 a l’Ateneu Porvenir)
- El intruso (obra satírica, poètica i musical, estrenada el 5-11-1933 a l’Ateneu Porvenir)
- Possibilitats econòmico-llibertàries de la comarca d’Igualada (1933)
- El intruso (novela anarquista) (1947?)
- Interpretació llibertària del moviment obrer català (Joan del Pi, 1946)
- Garbuix poètic: Proses líriques. Intermedi. La fira de la veritat (1956)
- Vida sindicalista (1957)
- Un rural en Barcelona (1960)
- Conversaciones libertarias (1965)
- De l’Anoia al Sena sense pressa (1966)
- Emigrados y confederales. Las conversaciones de Wagram (J. Coll de Gussem, 1968)
- ABC sindicalista (suplement del núm. 199 de Cenit; Farriol, 1971)
- En torno al comunismo: nueva sumisión del proletariado (1972)
- Costa amunt (1975, premi Salvador Seguí als Jocs Florals d’Amsterdam de 1974)
- Congresos anarcosindicalistas en España: recopilación de material de 1870 a 1936 (1977?)

### Publicacions periòdiques
A Igualada havia estat director, redactor o col·laborador activíssim de diverses publicacions ―que a vegades confeccionava gairebé tot sol―, sempre amb articles sobre sindicalisme, moviment obrer i crònica local i també amb algunes poesies. Els títols són: 
- El Obrero Moderno (1909-1918)
- Germinal (1918)
- La Protesta (1919-1920)
- El Sembrador (1926 i 1930-1934)
- La Defensa (1932-1934)
- Diari del Poble (1936)
- Butlletí CNT-FAI (1937-1938)

També va ser redactor o va dirigir els periòdics: 
- Cultura Libertaria (Barcelona. El 1932 hi va mantenir una intensa polèmica amb Ángel Pestaña Núñez i Joan Peiró Belis).
- Catalunya (Barcelona. Redactor i director, fins a 1938).
- Solidaridad Obrera (Corresponsal des de 1910 i a les trinxeres, des de 1938).
- El Frente (Periòdic de la 26 Divisió. Director, durant la Guerra Civil).
- CNT (Tolosa-París. Director, des de 1947 fins a 1954).
- Solidaridad Obrera (París. Director, des de 1955 fins a 1962. Hi va escriure una llarga sèrie titulada “De los tiempos idos”).
- Solidaridad i Boletín CNT (París. Director d’aquests butlletins, que venien a ser la continuació de Solidaridad Obrera).
- Umbral (París. Director des de 1962 fins a 1970).

A més, va col·laborar en nombroses publicacions llibertàries, com AEP, Boletín Confederal, Boletín Informativo, Boletín Interno CIR, Cenit, Le Combat Syndicaliste (que també havia dirigit), Espoir, Historia Libertaria, Iniciales, Inquietudes, El Luchador, Reconstrucción, Ruta, Tierra Libre, etc.